# Aleksiej Drobysz-Drobyszewski
Aleksiej Aleksiejewicz Drobysz-Drobyszewski, pseudonim literacki Aleksandr Umanski (ur. 1856, zm. 1920 w Niżnym Nowogrodzie) – pisarz i literat rosyjski, działacz socjalistyczny.
Przybył do Warszawy, aby propagować socjalizm i wspierać zakładanie kółek socjalistycznych w środowiskach studenckich m.in. Uniwersytetu Warszawskiego. Aresztowany w 1878 r. przez żandarmerię carską został osadzony z grupą polskich działaczy (m.in. Wacław Święcicki, Bolesław Mondszajn, Józef Pławiński, Filipina Płaskowicka) w Cytadeli Warszawskiej. Skazany został na zesłanie, pracował przy wydobyciu złota w guberni Tomskiej (napisał tam „Opowieści z kopalni złota w guberni Tomskiej” /1888/). Po zakończeniu wyroku osiadł w Niżnym Nowogrodzie, gdzie został redaktorem gazety „Wołgar”.